# Luis Álvarez Gómez
 (novembre 2023).
Si vous disposez d'ouvrages ou d'articles de référence ou si vous connaissez des sites web de qualité traitant du thème abordé ici, merci de compléter l'article en donnant les références utiles à sa vérifiabilité et en les liant à la section « Notes et références ».
Luis Álvarez Gómez est un ancien joueur espagnol de volley-ball né le 24 avril 1960 à Madrid (communauté de Madrid). Il totalise 187 sélections en équipe d'Espagne.

## Clubs
| Club           | De        | À         |
| -------------- | --------- | --------- |
| Real Madrid    | 1976-1977 | 1978-1979 |
| CV Vigo        | 1979-1980 | 1980-1981 |
| Son Amar Palma | 1981-1982 | 1989-1990 |

## Palmarès
- Coupe des Coupes
  - Finaliste : 1984
- Championnat d'Espagne (9)
  - Vainqueur : 1977, 1978, 1979, 1982, 1984, 1986, 1987, 1988, 1989
  - Finaliste : 1983
- Coupe du Roi (9)
  - Vainqueur : 1977, 1978, 1979, 1982, 1984, 1986, 1987, 1988, 1990
  - Finaliste : 1983
- Supercoupe du Roi (1)
  - Vainqueur : 1990